# Stetten (Frankenhardt)
Stetten ist ein Weiler im Ortsteil Gründelhardt der Gemeinde Frankenhardt im Landkreis Schwäbisch Hall im Nordosten Baden-Württembergs.

## Geographische Lage
Stetten liegt etwa anderthalb Kilometer östlich der Ortsmitte von Gründelhardt im Tal des Stettbachs, eines rechten Zuflusses der Speltach. Fast alle Häuser stehen linksseits des Baches auf dem Talgrund und in etwas Abstand vom Bach auf einer Höhe von 425 m ü. NHN. Dem Stettbach mündet von Westen her, durch den Ort längstenteils verdolt, der kurze Gründelbach zu, der vor der Siedlungsgrenze wenig mehr als ein Straßengraben ist. Der Weiler ist abseits des Talgrundes überwiegend von Feldern umgeben, gegenüber dem Ort erhebt sich auf der östlichen Talseite über den Hängen Schwindhalde und Stettberg eine flache Hochebene auf bis zu 505 m ü. NHN, die einen Sporn mit dem Burgstall Stetten einer schon lange abgegangenen Burg darauf zum Tal her ausstreckt.
Der Ort liegt im Unterraum Burgberg-Vorhöhen und Speltachbucht des Naturraums der Schwäbisch-Fränkischen Waldberge. Er steht auf der Schichtgrenze zwischen dem Schilfsandstein (Stuttgart-Formation) an den Hängen und einem Keil Gipskeuper (Grabfeld-Formation), der wenig talaufwärts am Unterhang einsetzt und in den ein Auenlehmband um den Bach eingelagert ist. Die Berghöhe rechtsseits des Tales erhebt sich oberhalb des Schilfsandsteins über die Unteren Bunten Mergel (Steigerwald-Formation) weiter bis zum Kieselsandstein (Hassberge-Formation) auf der Hochebene.

## Beschreibung
Der noch heute (2022) einen bäuerlichen Anblick bietende Ort hat etwa zweieinhalb Dutzend Hausnummern und dazu einige Nebengebäude. Weniger als 150 Meter vom nächsten Haus der geschlossenen Bebauung entfernt steht bachaufwärts ein früheres Mühlenanwesen mit einem etwa 15 Ar großen Mühlteich neben dem Stettbach und etwa hundert Meter vom anderen, nordöstlichen Ortsrand entfernt steht ebenfalls in Satellitenlage ein alter Schafstall. 

## Geschichte
Auf der Burg auf der Schwindhalde saßen in alter Zeit die Ritter von Stetten, vermutlich ein Zweig der von Kocherstetten. Der Ort wird erstmals im Jahre 1377 erwähnt aus Anlass eines Verkaufes von Mühle und Hof zu Stetten, also nur eines Teiles, durch die den Stetten verwandten Herren von Kirchberg an die Hohenlohe. Später wurden die von Vellberg Hauptbesitzer Stettens, nach deren Aussterben 1592 deren örtlichen Lehnsgüter an Ansbach zurückfielen und die Reichstadt Hall das dortige Eigengut erwarb. Etwas zuvor hatte Hall schon einen Teilbesitz inne, der über die Crailsheim an Württemberg gelangte, das es 1615 wieder an die Reichstadt verkaufte, so dass nach 1685 der Ort zu zwei Dritteln zu Hall gehörte und zu einem Drittel zu Brandenburg-Ansbach. Im Zuge der napoleonische  Flurbereinigung kam der Ort dann zum Königreich Württemberg.
Bis 1810 gehörte ein kleiner Teil des Ortes kirchlich zu Honhardt, der überwiegende aber zu Gründelhardt, wo die Evangelischen noch heute zur Kirche gehen, die in neuerer Zeit ein Teil der Gesamtgemeinde Gründelhardt-Oberspeltach-Spaichbühl im Kirchenbezirk Crailsheim-Blaufelden geworden ist.
1884 wird eine Zahl von 117 Einwohnern genannt. Die wenigen Katholiken wurden von Crailsheim betreut.

## Verkehr
Durch den Ort führt die K 2641 von Gründelhardt im Westen nach Unterspeltach im Osten. Von ihr zweigt ein Gemeindeverbindungsstraße am Schafstall und dann am Gründelhardter Wohnplatz Eulenhof in Richtung Speltachtal ab, die letztlich über die L 1066 in Richtung Crailsheim führt. Eine Nebenstraße in südlicher Richtung am Mühlenanwesen vorbei führt nach dem Weiler Altenfelden im Honhardter Gemeindeteil.
Den öffentlichen Nahverkehr besorgt der Kreisverkehr Schwäbisch Hall mit zwei Buslinien, die den Ort nur von Montag bis Freitag und jeweils weniger als zehn Mal anfahren, hauptsächlich für den Schülertransport. Der nächste Bahnanschluss ist etwa 8 km entfernt in Crailsheim, die nächste Autobahnauffahrt an der A 6 etwa 15 km entfernt bei Satteldorf (jeweils auf der Straße gemessen).